# Municipio de Twinsburg
El municipio de Twinsburg (en inglés: Twinsburg Township) es un municipio ubicado en el condado de Summit en el estado estadounidense de Ohio. En el año 2010 tenía una población de 2828 habitantes y una densidad poblacional de 167,16 personas por km².

## Geografía
El municipio de Twinsburg se encuentra ubicado en las coordenadas 41°17′32″N 81°24′47″O / 41.29222, -81.41306. Según la Oficina del Censo de los Estados Unidos, el municipio tiene una superficie total de 16.92 km², de la cual 16.8 km² corresponden a tierra firme y (0.7%) 0.12 km² es agua.

## Demografía
Según el censo de 2010, había 2828 personas residiendo en el municipio de Twinsburg. La densidad de población era de 167,16 hab./km². De los 2828 habitantes, el municipio de Twinsburg estaba compuesto por el 53.68% blancos, el 39.04% eran afroamericanos, el 0.07% eran amerindios, el 3.04% eran asiáticos, el 0.04% eran isleños del Pacífico, el 0.92% eran de otras razas y el 3.22% pertenecían a dos o más razas. Del total de la población el 1.24% eran hispanos o latinos de cualquier raza.